# 侯維
侯維（1929年10月2日—2017年11月25日），加拿大政治人物，加拿大進步保守黨籍。
生於紐賓士域省費德烈頓，畢業於紐賓士域大學。從政前為律師。
1972年當選加拿大下議院議員，代表約克-森伯里選區。
1979年，保守黨上台，遂獲總理祖·卡勒委任為運輸國務部長，直至1980年保守黨下野。
1984年，梅龍尼率領保守黨勝選，侯維未受邀加入內閣。1988年退出政壇。
侯維與妻子育有四個孩子。2017年逝世，享壽88歲。

## 外部連結
- 侯維 – 加拿大国会传记